# TAT-14
TAT-14 ist die Abkürzung für Transatlantic Telecommunications Cable no. 14 (dt. Transatlantisches Telefonkabel Nr. 14). Es war ein Unterwasserkabel, das Nordamerika über zwei Strecken mit Europa verband. Das TAT-14 wurde am 21. März 2001 nach zweieinhalbjähriger Bauzeit eingeweiht und am 15. Dezember 2020 stillgelegt.

## Struktur
Die Kosten für seine Herstellung und Verlegung betrugen zirka 1,3 Milliarden US-Dollar, wobei etwa die Hälfte des Betrages nur für die Verlegung des Kabels aufgewandt wurde. Die Kosten teilten sich 50 Telekommunikationsunternehmen, darunter auch die Deutsche Telekom AG, die sich mit 250 Millionen D-Mark (ca. 128 Millionen Euro) beteiligte. Für die Verlegung wurde eine zirka ein Meter tiefe Rinne in den Meeresboden gepflügt. An Stellen, an denen der Boden zu hart war, wurde das Kabel mit einem Stahlmantel verstärkt. Diese Maßnahmen sollen es vor mechanischen Belastungen schützen, wie sie z. B. durch Schiffsanker hervorgerufen werden können.
Das Kabel war bei 15.000 Kilometern Gesamtlänge 50 mm dick und besaß acht Glasfasern beziehungsweise vier Glasfaserpaare. Das Kabelsystem war in Ring-Topologie ausgelegt, so dass bei einem Kabelbruch die Daten über den noch intakten Teil des Rings geleitet werden konnten. Durch diese Topologie bestanden zwei Trassen zwischen Nordamerika und Europa, wobei jede Trasse maximal 160 Gbit/s je Glasfaserpaar (640 Gbit/s gesamt) übertragen konnte. Zusammen waren also über ein Terabit oder umgerechnet rund 1280 Gigabit an Daten pro Sekunde möglich.
Eine Trasse begann in Norden (Deutschland) und führte über Blåbjerg (Dänemark) und die Shetland-Inseln durch den Atlantik nach Manasquan und Tuckerton (New Jersey). Eine weitere Trasse begann ebenfalls in Norden und führte über Katwijk (Niederlande), Saint-Valery-en-Caux (Frankreich), Bude (Großbritannien) durch den Atlantik wieder nach Tuckerton und Manasquan. Diese Seekabelendstellen wurden von US-Sicherheitsbehörden als wichtig für die nationale Sicherheit der USA erachtet.
Die Nutzung des Kabels wurde am 15. Dezember 2020 eingestellt, kurz nachdem das Havfrue-Kabel, dessen Hauptstamm ebenfalls in Blaabjerg landet, im November 2020 eröffnet wurde. Im Jahr 2021 wurde mit dem endgültigen Abbau und Recycling des Systems begonnen, sowohl die Landenden wie auch die Tiefwassersegmente im Nordatlantik wurde.

## Beschädigungen
Im November 2003 kam es binnen weniger Wochen zu zwei Kabelbrüchen, wodurch Internetdienste in Großbritannien zeitweise nicht genutzt werden konnten.
Am 23. März 2008 kam es erneut zu einem Defekt, vermutlich in der Gegend von Calais. Internetverbindungen in die USA wurden dadurch ausgebremst.
Laut vorläufigen Berichten scheint TAT-14 auch für die eingeschränkte Konnektivität zwischen Europa und Nordamerika am 19. Mai 2014 verantwortlich zu sein.

## Überwachung durch das GCHQ
Am 24. Juni 2013 wurde bekannt, dass der britische Geheimdienst GCHQ in der Station Bude in Cornwall in der Lage sein soll, den Datenverkehr vollständig abzuhören. Durch Unterlagen des ehemaligen NSA-Mitarbeiters Edward Snowden wurde bekannt, dass Daten aus TAT-14 vermutlich in der britischen Küstenstadt Bude abgefangen wurden (Recherchen der Süddeutschen Zeitung und des NDR). Das Kabel sei eines von mehr als 200 Glasfaser-Kabeln, die das GCHQ im Rahmen des geheimen Programms Tempora anzapfe und abhöre. Dabei hat der Dienst offensichtlich direkt an Knotenpunkten des Kabels (Spleiß) bei Kommunikationsunternehmen angesetzt und musste somit nicht von außen an das Kabel gelangen. Beim Ausspähen sollen dem britischen Abhördienst zwei Telefongesellschaften behilflich gewesen sein, Vodafone und British Telecommunications (BT).
Am 18. Februar 2014 teilte die Niedersächsische Landesregierung in der Antwort auf eine kleine Anfrage der SPD folgendes mit:

„Es gibt in der Seekabelendstelle Norden/Niedersachsen keine erkennbaren Hinweise dafür, dass – wie verschiedene Medien berichteten – an diesem Übergabepunkt fremde (oder deutsche) Nachrichtendienste den Datenstrom des Überseekabels TAT-14 zu Überwachungszwecken ausleiten. Eine Überwachung der Kommunikation, die über dieses Seekabel erfolgt, an der Anlandungsstelle des Kabels in Bude (Großbritannien) und/oder den Endstellen in Manasquan und Tuckerton (beide USA) dürfte indes sehr wahrscheinlich sein.“